# Dominik Märki
Dominik Märki (Bern, 1990. október 9. –) olimpiai bronzérmes svájci curlingjátékos.

## Élete
A curlinggel apja révén ismerkedett meg ötéves korában. A 2009-es téli európai ifjúsági olimpiai fesztiválon aranyérmes lett, melyet 2010-ben megkoronázott egy junior világbajnoki címmel. Egy évvel később, a skóciai Perth–ben rendezett vb-n – a svédek mögött – másodikok lettek. A 2014-es pekingi férfi curling világbajnokságon bronzérmes lett a Peter de Cruz vezette (Benoît Schwarz, Valentin Tanner, Claudio Pätz) csapattal.
Miután megszerezte a finommechanikai műszerész képesítést, a svájci luxusóra készítő vállalatnál, az Omega S.A.-nál helyezkedett el. 2014-ben felhagyott a sporttal, és az Egyesült Államok-beli Arkansasba költözött, ahol létrehozta a saját óraszerző vállalkozását, a Moment in Time-ot. Az államokban ismerkedett meg feleségével, akivel Fayetteville-ben telepedett le.
A 2018-as phjongcshangi téli olimpiára készülő curling csapat kapitánya, De Cruz felkérte, hogy tartalékként csatlakozzon hozzájuk. A felkészülés jegyében egy északnyugat-arkansasi pályaudvaron kezdett el ismét edzeni, majd az újonnan összeállt csapat bronzéremmel zárta a 2017-es St. Gallen-i curling Európa-bajnokságot. Az ötkarikás játékokon végül a harmadik helyért vívott csatában legyőzték a kanadaiakat.